# Sergio Villalobos
Sergio Fernando Villalobos Rivera (Angol, 19 de abril de 1930) es un académico e historiador chileno, que obtuvo el Premio Nacional de Historia en 1992. Principalmente ha centrado su investigación en la colonia y la conquista de Chile. Es profesor emérito de la Pontificia Universidad  Católica de Chile (PUC) desde 2003, y miembro del cuerpo académico de la Universidad de Chile y de la Universidad San Sebastián.
Su trabajo sobre el pueblo mapuche fue descripto como "reaccionario" y miembro del "bloque liberal-conservador" de la historiografía, además de como una defensa de "un modelo único de racionalidad, de inspiración eurocéntrica, racista y violento". Las opiniones de Villalobos han generado polémica en los medios de comunicación. Villalobos rechaza el epíteto de racista puesto que dice "no creer en la razas" y que según su opinión "las llamadas razas o etnias, no se diferencian, a la larga son todas iguales".

## Biografía

### Estudios
Aficionado desde joven a las lecturas históricas, en particular sobre la Guerra del Pacífico, realizó sus primeros estudios en el Instituto Nacional, siendo expulsado por su paupérrimo desempeño en los ramos científicos, continuando su educación secundaria en el Colegio San Pedro Nolasco.
A pesar de que sus padres lo instaron a estudiar una carrera tradicional, se tituló de profesor de Estado en Historia, Geografía y Educación Cívica en el Instituto Pedagógico de la Universidad de Chile en 1957, donde fue alumno y discípulo del historiador Guillermo Feliú Cruz. Posteriormente, obtuvo un Master of Arts en la Universidad de Cambridge en 1972.

### Carrera académica
En 1959 es nombrado profesor de la cátedra de Historia de América en la Escuela de Periodismo de la Universidad de Chile. En 1968 se convirtió en profesor interno en la Cátedra de Historia de Chile en el Instituto Pedagógico de la misma universidad.
Tras la Reforma Universitaria en el Pedagógico, Villalobos se trasladó a la Universidad Católica, siendo nombrado profesor titular en 1970.
Fue profesor invitado de la Universidad de California en 1975.
Fue nombrado jefe de la Carrera de Historia y Geografía del Instituto Profesional Blas Cañas en 1985.
En 1990 fue nombrado Director de Bibliotecas, Archivos y Museos de Chile, cargo que mantuvo hasta 1993.
En 1992 obtiene el Premio Nacional de Historia.
Actualmente trabaja en el Departamento de ciencias históricas de la Universidad de Chile, como profesor titular en la escuela de Historia de la Universidad Bernardo O'Higgins y como profesor titular de la Facultad de ciencias de la educación de la Universidad San Sebastián.

### Dictadura militar
Aunque inicialmente fue una autoridad universitaria nombrada por la Junta Militar de Gobierno de Augusto Pinochet inmediatamente después del golpe del 11 de septiembre de 1973 (fue decano de la ex Facultad de Ciencias Sociales en el Pedagógico), más tarde se transformó en opositor de la dictadura, a la que atacó por medio de artículos en revistas y periódicos, combinando la historia entre medio de esas críticas. Tras el regreso a la democracia, fue designado director de la Biblioteca Nacional, en donde reinició la adquisición de libros, que había sido reducido al mínimo durante la dictadura, ya que se censuraban los escritos considerados de oposición. Revivió la prestigiosa revista Mapocho, ampliándola a todo el público lector y no solo a especialistas de las ciencias sociales. Renunció al cargo en 1993.

### Carrera Universitaria
- 1951: Ayudante "ad honorem" de la Cátedra de Historia de Chile, U. de Chile.
- 1953: Ayudante del Instituto de Investigaciones Sociológicas, U. de Chile.
- 1954: Ayudante de la Cátedra de Historia de Chile, U. de Chile.
- 1955: Jefe de trabajos de la misma cátedra.
- 1959: Profesor de la Cátedra de Historia de América. Escuela de Periodismo, U. de Chile.
- 1963: Profesor titular de la Cátedra de Historia de Chile, U. de Chile, Valparaíso.
- 1968: Profesor de la Cátedra de Historia de Chile, U. de Chile, Santiago.
- 1969: Miembro del Consejo Formativo de la Facultad de Filosofía y Educación, U. de Chile.
- 1970: Profesor del Departamento de Historia de América y Chile, Instituto de Historia, U. Católica de Chile.
- 1976: Miembro del Comité Académico de la Academia de Humanismo Cristiano.
- 1979: Profesor titular, Pontificia U. Católica de Chile.
- 1984: Contratado como profesor en el Instituto de Estudios Superiores Blas Cañas (actual Universidad Católica Silva Henríquez).
- 1985: Jefe de Carrera de Historia y Geografía del Instituto Superior Blas Cañas (actual Universidad Católica Silva Henríquez).
- 1997: Recontratado en la U. de Chile como profesor titular.
- 2000: Contratado por la U. Finis Terrae, 2 semestres.
- 2002: Recontratado por la Pontificia U. Católica de Chile. Dos semestres, 1º marzo a 31 diciembre.
- 2002: Contratado por la Universidad Nacional Andrés Bello.
- 2011: Contratado por la Universidad Bernardo O'Higgins.

## Obra escrita
- Medina: su vida y sus obras (1952)
- Diego de Almagro: descubrimiento de Chile (1954)
- Darwin y Chile (1960)
- Tradición y reforma en 1810 (1961)
- Comercio y contrabando en el Río de la Plata y Chile: 1700-1811 (1965)
- Imagen de Chile histórico: el álbum de Gay (1967)
- El comercio y la crisis colonial (1968)
- La disputa del Beagle (1968)
- Comercio y contrabando en el Río de la Plata y Chile: 1700-1811 (1971)
- La aventura chilena de Darwin (1974)
- Para una meditación de la conquista (1977)
- La economía de un desierto (1979)
- Historia del pueblo chileno (1980)
- Los comienzos de la historiografía económica de Chile: 1862-1940 (1981)
- Relaciones fronterizas en la Araucanía (1982)
- Breve historia de Chile (1983)
- El proteccionismo económico en Chile siglo XIX (1987)
- Origen y ascenso de la burguesía chilena (1987)
- Historia de mi país (1988) (junto con Marta Finsterbusch)
- Portales: una falsificación histórica (1989)
- Los pehuenches en la vida fronteriza (1989)
- Chile y su historia (1993), ISBN 978-956-11-0816-5
- Vida fronteriza en la Araucanía: el mito de la Guerra de Arauco (1995)
- ContraDictadura (2002)
- Chile y Perú: la historia que nos une y nos separa (2002)
- Historia de los chilenos (2006)
- La historia por la historia: crítica de la historiografía actual (2007)
- La historia y los días (2012)[14]
- Incorporación de la Araucanía, Relatos militares 1822-1883 (2013)
- Las guerras de Chile y Perú: Sus historias (2016)
- Bolivia, un vecino molesto (2017)
- Los parlamentos de la Araucanía: La sumisión indígena (2018)
- El problema agrario, El problema industrial. Época e Ideas de Aguirre Cerda (2019)

## Reconocimientos
- 2017: Doctor honoris causa, por la Universidad San Sebastián.[15]